# Rabbit Heart (Raise It Up)
Rabbit Heart (Raise It Up) è un singolo del gruppo musicale britannico Florence and the Machine, il quarto estratto dall'album in studio di debutto Lungs e pubblicato il 21 giugno 2009.

## Descrizione
Rabbit Heart (Raise It Up) è caratterizzato da una sovrapposizione della voce di Florence Welch con così tante armonie da farla sembrare un coro gospel di se stessa.

## Tracce
UK CD Promo

 (2710011, Pubblicato il 22 giugno 2009)
1. "Rabbit Heart (Raise It Up)" (Album Version, mixato da Cenzo Townshend) - 3:54
2. "Rabbit Heart (Raise It Up)" (Jamie T's Lionheart Remix) - 4:49
3. "Rabbit Heart (Raise It Up)" (Leo Zero Remix) - 8:09

UK EP Promo

 (Pubblicato 21 giugno 2009)
1. "Rabbit Heart (Raise It Up)" (Album Version) - 3:52
2. "Are You Hurting the One You Love?" - 2:58
3. "Rabbit Heart (Raise It Up)" (Jamie T & Ben Bones Lionheart Remix) - 4:51
4. "Rabbit Heart (Raise It Up)" (Leo Zero Remix) - 8:05

UK 7 Inch Vinyl Promo

 (0602527100036, Pubblicato il 22 giugno 2009)
1. "Rabbit Heart (Raise It Up)" - 3:52
2. "Are You Hurting the One You Love?" - 2:58

UK 5 Inch Vinyl Promo

 (602527100111, Pubblicato il 22 giugno 2009)
1. "Rabbit Heart (Raise It Up)" (Album Version) - 3:54
2. "Rabbit Heart (Raise It Up)" (Jamie T's Lionheart Remix) - 4:49
3. "Rabbit Heart (Raise It Up)" (Leo Zero Remix) - 8:09

## Video
Il video di Rabbit Heart (Raise It Up) è ambientato in un bosco vicino alle rive di un lago in un'atmosfera molto surreale.
Florence Welch appare danzante con altre "Ninfe" per poi essere inquadrata ad un banchetto insieme ad altri strani personaggi, dopo, la si vede danzare vicino alla riva del fiume per poi essere messa su una bara e aver simulato un funerale, viene gettata nel fiume.